# Amelda Brown
Amelda Brown est une actrice britannique. Elle est connue notamment pour son rôle de Mme Cole, la directrice de l'orphelinat dans Harry Potter et le Prince de sang-mêlé.

## Filmographie
- 1988 : La Petite Dorrit (Little Dorrit) de Christine Edzard
- 2009 : Harry Potter et le Prince de sang-mêlé  de David Yates: Mme Cole